# 向東バスストップ
向東バスストップ（むかいひがしバスストップ）は、広島県尾道市向東町（向島）の西瀬戸自動車道（しまなみ海道）上にあるバス停。
新尾道大橋開通までは、ここに向東仮出入口（むかいひがしかりでいりぐち）が設置されていた。

## 停車する路線

### 都市間高速バス
| のりば | 愛称               | 運行会社                                                       | 行先             | 備考       |
| ------ | ------------------ | -------------------------------------------------------------- | ---------------- | ---------- |
| 上り線 | シトラスライナー   | 中国バス・本四バス開発・因の島バス                             | 福山駅           |            |
| 下り線 | しまなみライナー   | 広交観光・瀬戸内運輸・瀬戸内しまなみリーディング               | 今治駅・今治桟橋 | 広島発着便 |
| 下り線 | しまなみライナー   | 中国バス・鞆鉄道・瀬戸内運輸・瀬戸内しまなみリーディング       | 今治駅・今治桟橋 | 福山発着便 |
| 下り線 | キララエクスプレス | 中国バス・本四バス開発・瀬戸内しまなみリーディング・伊予鉄バス | 松山駅・松山市駅 |            |

## 隣
E76 西瀬戸自動車道
(2)尾道大橋出入口 - (BS)向東BS - (3)向島IC/TB/BS

## バス停へのアクセス
おのみちバス・本四バス開発・因の島バス 二番潟（にばんがた）バス停・二文堂（にぶんどう）バス停（国道317号・広島県道377号向島循環線）

### 二番潟バス停
下記の路線は、運行経路の関係上、向東BSではなく二番潟バス停（二番潟交差点北）に停車する。

#### 都市間高速バス
| のりば | 愛称             | 運行会社                                     | 行先                             | 備考     |
| ------ | ---------------- | -------------------------------------------- | -------------------------------- | -------- |
| 7      | フラワーライナー | 広島交通・中国バス・本四バス開発・因の島バス | 中筋駅・不動院・新白島駅・広島BC |          |
| 8      | 降車専用         | 降車専用                                     | 降車専用                         | 降車専用 |

#### 一般路線バス
- 凡例
  - ■ おのみちバス[2]
  - ■ 本四バス開発[3]
  - ■ 因の島バス[4]

尾道-因島線は3社による共同運行、その他路線はおのみちバス1社による運行
| のりば | 路線番号 | 路線名           | 行先・方面など                                         | 備考         |
| ------ | -------- | ---------------- | ------------------------------------------------------ | ------------ |
| 7      | 7        | ■尾道 - 因島線   | 長江口・尾道駅前                                       |              |
| 7      | 1        | ■尾道 - 瀬戸田線 | 市民病院・長江口・尾道駅前                             |              |
| 7      | 20       | ■尾道 - 瀬戸田線 | 市民病院・長江口・尾道駅前・JA尾道総合病院             | 平日のみ運行 |
| 8      | 70       | ■尾道 - 因島線   | 尾道学園前・向島BS・因島大橋・因島総合支所前・土生港前 |              |
| 8      | 12       | ■尾道 - 瀬戸田線 | 尾道学園前・向島BS・因島大橋・因島重井BS・瀬戸田港     |              |

### 二文堂バス停
向島島内の路線は、二文堂バス停（二番潟交差点東）に停車する。

#### 一般路線バス
- 凡例
  - ■ おのみちバス

| のりば | 路線番号 | 路線名  | 行先・方面など                 | 備考         |
| ------ | -------- | ------- | ------------------------------ | ------------ |
| 9      | 02       | ■向東線 | 歌・潮見ヶ浜                   | 平日のみ運行 |
| 10     | 0        | ■向東線 | 駅前渡船・尾道学園前・向島支所 | 平日のみ運行 |

- 近年まで島内線用の二番潟バス停（二番潟交差点西）も存在したが、二文堂バス停に集約され廃止されている。
- そもそもは、島内発着路線（現在の0号線・02号線）が二番潟バス停、尾道駅直通便（現在の1号線・11号線）が二文堂バス停という棲み分けだった。

## 位置情報
- 北緯34度23分40秒 東経133度12分40秒 / 北緯34.39444度 東経133.21111度
- 尾道［北東］ - 地理院地図
- 尾道市向東町 坂上整形外科クリニック - Google マップ